# Епископ горњокарловачки Мојсије
Мојсије  (Мојсије Миоковић, Јозефово (данас део Новог Кнежевца), 23. август 1770 — Плашки код Карловца, 14. децембар 1823) био је епископ Српске православне цркве на престолу горњокарловачких владика.

## Живот
Епископ Мојсије је рођен 23. августа 1770. године у Јозефову (данас део Новог Кнежевца) у Банату. Замонашио га је 1. јула 1785. у манастиру Раковцу протосинђел Кирил (Живковић), потоњи епископ пакрачки, а 14. јула исте године га је рукоположио у чин ђакона епископ вршачки Викентије (Поповић).
Одмах по рукоположењу постављен је за конзисторијалног бележника у Плашком, а 1. јануара произведен је у чин протођакона од епископа горњокарловачког Генадија (Димовића). У чин презвитера га је рукоположио 18. октобра 1798. епископ горњокарловачки Стефан (Авакумовић). Исте године, на Божић, епископ пакрачки Кирил произвео га је у Пакрацу за архимандрита манастира Раковца. По одласку епископа Стефана у Беч на нову дужност, у епархији горњокарловачкој замењиао га је архимандрит Мојсије. 1. јуна 1803. је постао архимандрит манастира Бездина и као такав је изабран за епископа горњокарловачког.
Посвећен је за епископа у Карловцима 16. јуна 1807. За време своје тридесетогодишње службе у најпространијој епархији Карловачке митрополије као конзисторијални бележник, администратор и епархијски архијереј, заузимао се за отварање српских школа, које су се издржавале његовим личним прилозима и прилозима свештенства и народа. У Венецији је штампао „Катихизис проте Стојана Шобата“. За његово време се појавила унија у Тржићу, која је завршена убиством свештеника Николе Гаћеше 1820. године.
Епископ Мојсије је умро у најбољој снази у Плашком 14. децембра 1823. године.